# Matthias Tomczak
Matthias Tomczak (* 29. Oktober 1941 in Wilhelmshaven; † 30. Mai 2019 in Adelaide, Süd-Australien) war ein deutscher Ozeanograph. Er war emeritierter Professor für Ozeanographie an der Flinders University of South Australia in Adelaide und lebte seit 1979 in Australien.

## Leben

### Ausbildung und Beruf
Matthias Tomczak wurde mit einer meereskundlichen Arbeit an der Universität Kiel zum Dr. rer. nat. promoviert und an der Universität Hamburg habilitiert.
Von 1965 bis 1969 arbeitete er an der Ozeanographischen Forschungsanstalt der Bundeswehr in Kiel (OFBw), von 1969 bis 1976 war er am Institut für Meereskunde an der Universität Kiel, und danach forschte er bis 1977 am Max-Planck-Institut für Meteorologie in Hamburg.
Wegen seiner politischen Aktivitäten für den Kommunistischen Bund Westdeutschland (KBW), für den er bei der Bundestagswahl 1976 in Kiel kandidierte, bekam Matthias Tomczak Schwierigkeiten mit seinen letzten beiden Arbeitgebern.

### Tätigkeit im Ausland
1977 wechselte Matthias Tomczak zu Forschungszwecken an das Department of Oceanography der University of Liverpool, wo er bis 1979 blieb, um danach nach Australien auszuwandern. Dort arbeitete er bis 1984 für die staatliche Forschungsorganisation CSIRO und wechselte dann zur University of Sydney, wo er Direktor des Marine Studies Centre wurde. 1992 nahm er einen Ruf an die Flinders University in Adelaide als Professor für Ozeanographie an und war bis zur Schließung des Flinders Institute for Atmospheric and Marine Sciences dessen Direktor. Im Oktober 2006 ging er in den Ruhestand und lebt in Adelaide.
Während seiner Zeit in England war M. Tomczak mit dem Kürzel „mat“ England-Korrespondent, nach 1979 Ozeanien-Korrespondent für die Kommunistische Volkszeitung.
Tomczak war Mitglied in mehreren wissenschaftlichen Vereinigungen:
- Australian Meteorological and Oceanographic Society
- Oceanographic Society, Washington, D.C.
- Deutsche Gesellschaft für Meeresforschung, Hamburg

Als Hochschullehrer war Tomczak einer der Vorreiter für kostenlose Information im Internet. Seine 1996 begonnene Ozeanographie-Website ist von Universitäten und Forschungseinrichtungen in den USA (Maine), Südamerika (Rio Grande), Europa (Barcelona), Asien (Hyderabad) und Afrika (Kapstadt) als Mirror Site übernommen und von der Intergovernmental Oceanographic Commission der UNESCO mehrere Jahre lang kostenlos als CD an Länder der Dritten Welt verschickt worden.
In den letzten Jahren hat sich Matthias Tomczak verstärkt mit dem Zusammenhang von Wissenschaft und Gesellschaft beschäftigt. Seine Vorlesung Science, Civilization and Society (Wissenschaft, Zivilisation und Gesellschaft) ist ebenfalls über das Internet zugänglich.
Matthias Tomczak ist einer der Gründer der Support Association for the Women of Afghanistan (Unterstützungsorganisation für die Frauen Afghanistans). Seine Arbeit für diese Organisation wurde vom Senat der australischen Bundesregierung anerkannt.

## Veröffentlichungen
- Mitglieder der Gesellschaft zur Unterstützung der Volkskämpfe [GUV] Kiel vom Institut für Meeresforschung: Meeresforschung: rücksichtslose Ausbeutung der Meere und wissenschaftliche Erkenntnisse, die die Regierung nicht tolerieren kann, Mannheim: Sendler Verlag 1976
- Das Ende der imperialistischen Seeherrschaft naht: das Weltmeer, seine Erforschung, seine Nutzung und der misslungene Versuch seiner endgültigen Plünderung, Frankfurt am Main: Sendler Verlag 1977 ISBN 3-88048-041-9
- Die Ruinierung des Meeres: Tatsachen und Erläuterungen, hrsg. vom Zentralen Komitee des Kommunistischen Bundes Westdeutschland, Frankfurt (Main): Kommunistische Volkszeitung: Kommunismus und Klassenkampf (Broschüre) 1979
- Matthias Tomczak, J. Stuart Godfrey: Regional Oceanography: an Introduction, Oxford [u. a.]: Pergamon, 1994 ISBN 0-08-041021-9; 2nd. edition Delhi: Daya Publ. House 2003 ISBN 81-7035306-8, ISBN 81-7035307-6